# Cima Mandrini
La Cima Mandrini (965m s.l.m.)  è una montagna dei Monti Lepini nell'Antiappennino laziale, che si trova nella Città metropolitana di Roma Capitale, nel territorio del comune di Carpineto Romano.